# Patricio Arnau
Pour les articles homonymes, voir Arnau.
 (octobre 2014).
Si vous disposez d'ouvrages ou d'articles de référence ou si vous connaissez des sites web de qualité traitant du thème abordé ici, merci de compléter l'article en donnant les références utiles à sa vérifiabilité et en les liant à la section « Notes et références ».
Patricio Arnau Pericas, né le 10 novembre 1907 à Barcelone (Catalogne, Espagne) et mort le 28 avril 1991 dans la même ville, est un footballeur espagnol qui jouait au poste de milieu de terrain droit avec le Fc Barcelone.

## Biographie
Patricio Arnau commence à jouer au football avec les juniors du FC Barcelone en 1920 alors qu'il est âgé de 12 ans. Il passe par les diverses équipes de jeunes et d'espoirs jusqu'en équipe première lors de la saison 1923-1924. Il fait partie du premier âge d'or du Barça aux côtés de joueurs tels que Pepe Samitier, Vicente Piera ou Emilio Sagi-Barba.
Arnau fait partie de l'équipe qui remporte le premier championnat d'Espagne de l'histoire en 1929. Il gagne aussi trois Coupes d'Espagne et huit championnats de Catalogne.
Il met un terme à sa carrière de joueur en 1934 après avoir joué 265 matchs et marqué 65 buts.
Le 9 juin 1930 a lieu un match d'hommage en son honneur entre Barcelone et le Valence CF (victoire du Barça 3 à 2).

## Palmarès
Avec le FC Barcelone :
- Champion d'Espagne en 1929
- Vainqueur de la Coupe d'Espagne en 1925, 1926 et 1928